# 红胸鸻

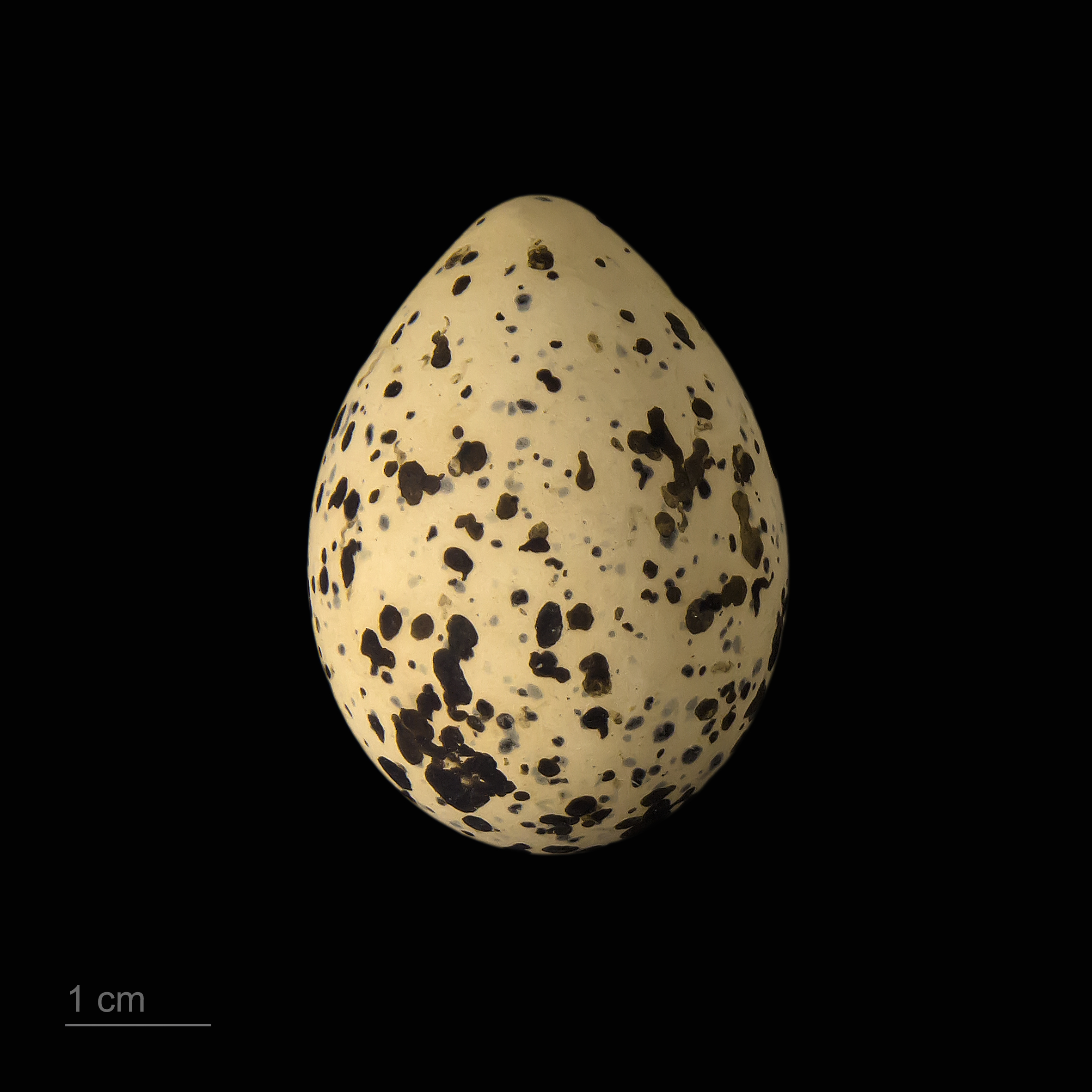
卵 Charadrius asiaticus

红胸鸻（学名：Charadrius asiaticus）为鸻形目鸻科鸻属的一种鸟类。在中国大陆，分布于新疆、内蒙古、辽宁、东部沿海、四川等地。该物种的模式产地在西伯利亚。